# Drow
I drow o elfi scuri sono, nel gioco di ruolo Dungeons & Dragons, elfi malvagi dai capelli bianchi e dalla pelle nera.

## Storia
Prima di “fuggire” nelle profondità del Sottosuolo i Drow erano abitanti della superficie che vivevano nelle giungle e nelle profonde foreste del sud, venivano chiamati “elfi del sud” ed erano un popolo orgoglioso, aggressivo e culturalmente avanzato. Guidati dalle loro crudeli divinità, Ghaunadaur e Lolth, attaccavano ogni popolazione vicina, comprese le altre tribù elfiche: le loro crudeli incursioni e razzie costrinsero gli umani, gli elfi, i nani e le altre razze ad unirsi contro di loro. Gli elfi del sud vennero sconfitti in una lunga serie di battaglie magiche e furono costretti a fuggire nel sottosuolo; questo evento cruciale, conosciuto come la “Caduta”, segnò la fine dei Drow come razza del mondo di superficie.

## Caratteristiche
I drow sono molto simili fisicamente ai loro cugini di superficie; anch'essi sono di bassa statura e hanno lineamenti aggraziati, ma a differenza degli altri elfi hanno la pelle sempre e solo nera (con rari casi di albinismo, nel qual caso la pelle è di color bianco avorio) e capelli bianchi - ma anche tonalità opache - fin dalla nascita, che ingialliscono o ingrigiscono con l'avanzare dell'età. La maggior parte dei Drow ha occhi rossi, verdi, grigi, castani o neri, e sono in grado di vedere anche nel buio totale grazie all'infravisione: la capacità di avvertire trame di calore attraverso l'aria e la roccia. Hanno inoltre un udito e un senso tattile estremamente fini e posseggono un'intelligenza e una prontezza mentale che offrono loro un vantaggio intellettuale su gran parte delle altre creature.
Tutti i drow civilizzati seguono un rigido addestramento all'uso della magia, fondamentale sia per sondare il potenziale magico del soggetto sia per abituarlo alla concentrazione mentale necessaria per il controllo delle proprie abilità magiche.

## Società
La società drow è la più potente nel sottosuolo di Faerûn, ed è composta da una gerarchia matriarcale: le donne occupano tutte le posizioni di potere (tra le quali quelli di capofamiglia e di sacerdotessa di Lolth), mentre i maschi, sia nobili sia popolani, devono sottostare al volere delle loro Matrone (coloro che comandano le famiglie nobili) e vengono impiegati come guerrieri o incantatori; oppure possono diventare mercanti, un ruolo considerato degradante e quindi riservato esclusivamente agli uomini.
Nelle società drow esistono infatti due gruppi sociali:
- il clan dei mercanti: relativamente insignificante, retto da una “cerchia interna” composta dai mercanti più ricchi o più anziani, che detengono ogni tipo di potere; sotto di loro ci sono i membri del “secondo cerchio”, di solito appartenenti ad altre razze, che si occupano della gestione diretta delle vendite. La fascia più bassa della classe mercantile è quella delle “risorse”, e anch'essa composta da non-drow che occupano ruoli marginali (manovali o guardie).
- le casate nobiliari: sono rette da una matrona, la sacerdotessa più anziana della famiglia; il suo potere è assoluto e tutte le figlie in ordine d'età la seguono di grado. Dopo le figlie vengono gli ufficiali maschi della casata (il maestro d'armi e lo stregone della casata) che, nonostante l'alto grado, possono parlare solo se interpellati e devono portare il massimo rispetto alle femmine, che hanno potere di vita e di morte verso di loro. Dopo gli ufficiali vengono i “capi guerrieri”, al servizio del “maestro d'arme”, e i “maghi della casata” al servizio dello “stregone della casata”. Ancora al di sotto ci sono i soldati semplici, gli artigiani e gli schiavi.

La maggior parte dei drow indossa un mantello magico schermante chiamato “piwafwi”; sotto il collare del mantello portano un borsello, che reca, se il drow è un nobile, lo stemma della casata. La gente comune vi ripone invece un medaglione che indica la casata di cui sono al servizio o il clan di mercanti a cui appartengono. Per le vie di una città drow lo stemma di casata viene di solito mostrato apertamente (fissato al mantello con una spilla) soltanto dai membri e dai servitori della “prima casata” (la famiglia dominante) della città. Gli stemmi delle casate minori possono essere viste sulle pareti o sui cancelli delle relative fortezze, e vengono mostrati apertamente solo all'interno di tali abitazioni.

### Religione
Si possono distinguere vari culti drow a seconda della divinità adorata:
- Lolth (o Lloth), la Regina Ragno: è la dea più venerata e potente nella società drow, è capricciosa e crudele ed è solita mettere i suoi seguaci uno contro l'altro, affinché solo i più forti, i più crudeli e i più infidi sopravvivano per servirla. Essendo la raffigurazione della società ginocratica degli Elfi Scuri, solo le femmine Drow possono diventarne sacerdotesse.
- Eilistraee, la vergine oscura: è la dea dei drow buoni, quei rari elfi scuri che bramano il ritorno alla vita nei reami di superficie e ad un'esistenza simile a quella degli altri elfi dei boschi; è la dea del canto e della bellezza, e viene adorata tramite la danza e le canzoni in rituali che si svolgono in superficie, sotto le stelle e la luce notturna della luna.
- Vhaeraun, il dio dei ladri: è il dio degli elfi scuri maschi che si oppongono al matriarcato di Lolth, egli desidera che i drow lavorino assieme alle altre razze elfiche per il comune avanzamento della razza.

### Insediamenti
I drow hanno una forte affinità per i ragni, che spesso vivono all'interno delle loro comunità e sono soggetti ricorrenti nella moda, nella scultura, nell'arte e nell'edilizia. Spesso si ispirano allo schema di una ragnatela nel progettare le loro città, le loro vie, i passaggi cittadini e le piante degli edifici stessi. In questi labirinti ottagonali sono nascoste grate e trappole che cadono dall'alto e spingono gli intrusi verso il centro della “ragnatela”, dove li attende il drow più potente del luogo.
Gli elfi scuri comuni vivono in piccole caverne o in case circolari in pietra, con cantine sotterranee e tetti a cupola. Le case sono sempre in condizioni impeccabili, e crescono in dimensione e lusso in proporzione alla ricchezza del proprietario, fino a diventare immense ville atte ad ospitare interi clan di mercanti o casate nobiliari

### Usanze
Una delle usanze drow più conosciute è “la prova”: una cerimonia durante la quale i maschi considerati pericolosi o troppo potenti devono sottoporsi ad una prova di fedeltà, un obbligo richiesto espressamente dalle sacerdotesse di Lolth. La prova prevede sempre una scansione mentale accurata del soggetto affinché ogni sorta di inganno sia impossibile, e ha lo scopo di verificare la lealtà nei confronti della dea e della matrona.
I drow che falliscono la prova sono considerati infedeli, e vengono trasformati in drider dal volere di Lolth e banditi dalla società. I drider sono elfi trasformati dalla magia, attraverso un processo che comporta agonie indicibili, in creature aventi il corpo di ragni ma che mantengono le proprie fattezze di elfi dalla vita in su.
Le comunità degli elfi scuri festeggiano inoltre diverse ricorrenze nel corso dell'anno. Si tiene sempre una festa per celebrare quegli stregoni, guerrieri e sacerdotesse che concludono il loro addestramento decennale, una festa che prevede l'adorazione di Lolth alla presenza di tutti i cittadini. Molte comunità osservano anche il “rito del sangue”, una cerimonia di passaggio all'età adulta durante la quale giovani di entrambi i sessi devono uccidere una creatura di superficie intelligente o pericolosa; se non ci sono comunità di superficie nelle vicinanze, i clan dei mercanti mettono a disposizione dei prigionieri a cui i giovani elfi scuri devono dare la caccia. Un altro evento ricorrente per quelle comunità drow situate vicino ai passaggi che portano alla superficie è la “festosa caccia”: una serie di razzie e massacri alle popolazioni limitrofe.

### Magie e armi
Temuti dagli abitanti di superficie e rispettati da tutte le razze malvagie, usano solitamente vestiti e armi in cui è infusa la loro magia malvagia, in modo da rendersi particolarmente silenziosi e letali. Queste magie rendono gli oggetti di loro creazione più potenti, ma anche sensibili alla luce solare, che logora in breve tempo la loro fattura, riducendoli in cenere. Oltre a ciò, utilizzano anche veleni sulle lame o sulle frecce.
Spesso sono ambidestri e quindi utilizzano due lame. Come arma secondaria utilizzando sempre delle piccole balestre con dei dardi avvelenati con un veleno paralizzante.

### Personaggi degni di nota
L'eroico Drizzt Do'Urden è probabilmente il più famoso esponente dell'infida razza dei drow, ed è al tempo stesso uno dei pochissimi in tutta la loro storia ad avere un animo buono e puro. La storia di questo famoso drow rinnegato è stata narrata dallo scrittore fantasy statunitense Robert Anthony Salvatore, edita in Italia dalla Armenia Edizioni. Negli Stati Uniti i suoi libri sono editi dalla Wizards of the Coast.
Altri membri degni di nota della saga di Salvatore sono Gromph Baenre, Arcimago di Menzoberranzan e capo di Sorcere, Jarlaxle Baenre, capo dell'organizzazione mercenaria Bregan D'Aerthe e uomo dal carattere molto singolare, Kimmuriel Oblodra, psionico di un casato decaduto.
Tra i Drow famosi che non appartengono alla saga di R.A. Salvatore si possono citare Pharaun Mizzrym, stregone del Casato Mizzrym e Quenthel Baenre, sorella di Gromph e capo di Arach Tinlith e Mike Quaglia, drow mago vissuto in superficie, come spia del Sottosuolo tra gli elfi di superficie.

## I drow di superficie
L'esodo degli elfi di superficie dalle buie foreste del Cormanthor ha lasciato vaste zone della Corte Elfica e le sue foreste circostanti praticamente deserte. Alcune fazioni drow del sottosuolo, specialmente quelle fedeli a Vhaeraun, hanno meditato sulla possibilità di tornare nel mondo di superficie; prima sono arrivati piccoli gruppi di esploratori, poi bande da guerra più grosse e infine interi eserciti di conquista.
I drow che si sono insediati nelle foreste di Cormanthor si sono poi divisi in vari clan costantemente in competizione tra loro:
- Clan Jaerle: è il clan più numeroso, un casato che fu sconfitto ed esiliato in una guerra civile a Menzoberranzan (città drow del sottosuolo) da un clan rivale. I suoi esponenti, troppo deboli per riconquistare la propria patria, hanno vagato per secoli nelle fasce più esterne del sottosuolo, trovando infine la loro dimora tra gli alberi di Cormanthor.
- Clan Bacia-Ragni: è il clan di tutti gli adoratori di Lolth che si sono allontanati dagli altri gruppi, non hanno intenzioni di insediarsi permanentemente in superficie ma mirano a riconquistare le loro città natali nel sottosuolo.
- Clan Auzkovyn: si insediarono circa duecento anni fa in un piccolo rifugio nel cuore della Grande Foresta, intenzionati a creare un reame in superficie. In quanto adoratori di Vhaeraun non sono intenzionati ad occupare alcun territorio specifico, sentendosi più a loro agio come nomadi nei boschi.
- Clan Rhyn'thar: sfuggiti alla distruzione della città drow di Maerymidra, dopo aver vagato a lungo nel sottosuolo hanno preso possesso di un piccolo insediamento di elfi di superficie e cercano ora di riorganizzare le proprie file. Visti come un corpo estraneo sia da Jaerle che da Auzkovyn sono costantemente in guerra con tutti.
- Predoni del Sottosuolo: sono ambiziosi comandanti che hanno inseguito i Jaerle in superficie e che conducono incursioni sia contro di essi che contro la gente delle Valli.

### Personaggi degni di nota
Jezz lo zoppo è il maestro d'arme del clan Jaelre e comanda i drow che effettuano incursioni nelle Valli per sviare l'attenzione dai vecchi luoghi elfici di Cormanthor. Esploratore del suo clan quando ancora viveva nel sottosuolo, ebbe uno scontro con un umber hulk, nel quale si ruppe una gamba, la violenza dello scontro fece crollare la volta della caverna, seppellendolo. I compagni lo credettero morto, ma Jezz riuscì dopo dieci anni a trascinarsi fino all'accampamento anche se in pessime condizioni, qui riuscì a ristabilirsi e grazie all'intervento di un chierico gli fu curata la frattura al piede, ma da allora il drow indossa un particolare gambale per agevolare la camminata. Per le sue incursioni si circonda di pochi ma fidati membri, che non esitano a dare la vita per il loro comandante; dato il suo carisma e il rispetto che gli altri drow hanno nei suoi confronti è considerato il “portavoce” dei drow nel mondo esterno.

## I drow inRavenloft
All'interno dell'ambientazione horror di Ravenloft, nel manuale dell'AD&D, i drow erano presentati come le uniche creature viventi degne di nota di uno specifico Dominio del Terrore, l'Arak. Questa terra desolata, spazzata continuamente dal vento, ospitava nel suo Sottosuolo un reame di elfi scuri. Nessuno, all'esterno del Dominio, era a conoscenza di chi fosse il lord dell'Arak, sebbene quasi sicuramente si ritenesse un membro della razza drow.
Lastre imponenti di granito nero si innalzavano dal suolo quando lo sconosciuto lord chiudeva i confini dell'Arak, e un vento fortissimo, soffiando fra le lastre, impediva ogni tipo di volo, sigillando completamente l'Arak dai Domini circostanti.
Con l'aggiornamento dell'ambientazione al d20 system, il Dominio dell'Arak, in seguito agli eventi che portarono alla Grande Congiunzione, e alla formazione della Shadow Rift, cessa di esistere come tale, e viene inglobato dal limitrofo Dominio di Darkon, retto dal malevolo lich Azelin. Viene inoltre definita la vera natura degli abitanti dell'Arak, non elfi scuri ma folletti dell'ombra (in inglese shadow fey), che erano stati però istruiti, nel culto della Regina Ragno, da un gruppo di drow richiamati nell'Arak da un Piano Materiale non meglio definito. Tutti i folletti malvagi che decisero di convertirsi, finirono, col passare degli anni, per assumere le fattezze degli elfi scuri. In seguito Loht, Principe delle Ombre e lord dell'Arak, bandì il culto per eccessiva sete di potere e depravazione, condannandone a morte la Somma Sacerdotessa. Attualmente si ritiene che Loht e il suo popolo risiedano all'interno della Shadow Rift.

### Personaggi degni di nota
La banshee Tristessa, attuale lord del desolato Dominio di Keening, era un tempo la Somma Chierica della Regina Ragno, nel Reame dei drow dell'Arak. In realtà essa non era una drow, bensì uno dei folletti malvagi che abitavano l'Arak originario. In seguito all'arrivo degli elfi scuri, nell'Arak venne importata anche la religione della Regina Ragno. Tristessa divenne sacerdotessa della dea Lolth, e nel tempo assunse l'aspetto di un drow, al punto che spesso veniva indicata come tale. In seguito alla decisione di Loht di bandire il culto della Regina Ragno, Tristessa e il suo bambino drider appena nato, furono condannati alla morte per esposizione diretta alla luce solare. Legati, vennero lasciati sulla superficie esterna, e quando sorse il sole, entrambi morirono per le ustioni riportate. La morte di Tristessa provocò il cosiddetto "Flagello dell'Arak", ovvero una spaventosa tempesta che distrusse ogni forma vivente dalla superficie del Dominio, e ne distaccò una parte che divenne il Dominio di Keening dove Tristessa da allora regna come banshee, alla continua ricerca del proprio figlio perduto.